# 南京铁路轮渡
南京铁路轮渡，在1949年前称为首都铁路轮渡，位于南京市，轮渡站分别位于长江两岸的浦口区和下关区。轮渡于1933年10月正式通航，1973年5月停航、转为軍事战备用途。在南京长江大桥开通前，沪宁铁路与津浦铁路由此轮渡连接，跨线列车也由此渡江，以继续行程。

## 历史

### 背景
沪宁铁路和津浦铁路通车后，来往长江两岸的下关和浦口需要通过轮船接驳；其中，乘客需要在列车到达江畔后下车，搭乘轮渡去江对岸的火车站，再登上另一趟列车，继续接下来的行程；而货物则需要在一侧的火车站卸车，搬运上轮渡，到另一边的火车站后再装上下一趟列车。这种方式的成本高，也给乘客带来诸多不便，货物也容易被损坏。穿梭于江北津浦码头和江南下关的渡轮最多时有4艘，日航50次，日载客量1万余次，但还是无法满足需求。

### 规划及设计
自1918年以来，火车轮渡的方案就多次被提起。中華民國國民政府在定都南京、收回沪宁铁路的经营管理权（曾由英国人控制）后，便开始谋划火车过江的问题。1928年，中華民國鐵道部调任交通大学唐山土木工程学院院长郑华为铁道部简任技正兼设计科科长，办理筹划此事。1930年，根据《首都计划》建设，铁道部以10万美元重金聘请外国桥梁专家对下关、浦口间建桥作了考察，得出“水深流急，不宜建桥”的结论；1930年10月，国民政府铁道部成立“下关浦口铁路轮渡设计专门委员会”，由技监颜德庆、工务司长萨福均等十三人组成，参加设计的有颜德庆、萨福均、郑华等人。设计委员会几经研究，比较了多种轮渡类型，最后采用了设计科科长郑华所提出的“活动引桥式轮渡”方案。轮渡工程所需费用系借庚子赔款22万多英镑、国内工程款4万英镑，折合国币58万余元，另外还有铁道部拨款25万元和津浦路局借款6万元。
1930年11月，成立“首都铁路轮渡工程处”，郑华兼任处长。轮渡栈桥由英国多门朗工程技术有限公司设计并承建。每座栈桥各由四孔穿式桥梁组成，长187米，除临江一孔长45.4米外，其余每孔长46米，桥高7.25米，宽6.2米。桥端铺设3股道，可与船上轨道相接，其宽度为14.44米，桥端设有活动跳板，可随水位高低升降调节，用20马力电机驱动。
- 南岸栈桥位于下关煤炭港接入下关火车站，即今天的南京西站，接轨线路总长1509米，铺设4股道，因地势局限，轨道呈曲线。
- 北岸栈桥位于津浦10号码头下游300米处，接入浦口火车站，线路总长2953米，铺设6股道，为直线。

### 建造
轮渡工程工程采用招标方法，开标结果，英国多门浪公司负责承造两岸活动引桥，马尔康洋行承造火车渡轮和1艘挖泥船。1930年12月1日开工。因工程款项不足，施工进展迟缓。1931年夏季，江洪暴发，停工数月。1932年5月，两岸桥基工程完成，其他附属设施亦依次竣工。引桥上部钢梁等材料运抵后，开始架桥。岸基的设施一直到1931年12月1日才正式动工，到1933年9月才全部竣工。
| “长江”号信息                                                                                          | “长江”号信息            |
| --- | ----------------------- |
| 制造商                                                                                                | 马尔康洋行              |
| 交付日期                                                                                              | 1933年8月               |
| 长度                                                                                                  | 113.3米                 |
| 宽度                                                                                                  | 17.86米                 |
| 载重                                                                                                  | 1550吨                  |
| 满载吃水                                                                                              | 3.25米                  |
| 航速                                                                                                  | 12.25节                 |
| 车台长度                                                                                              | 13.78米                 |
| 搭载列车数量                                                                                          | 40吨货车21辆 客车12辆。 |
| 船体前后左右各设一水柜，用于注入或排出水，以保持全船重量的平衡。 所用钢轨、枕木、钢梁全部从英国进口。 |                         |

### 启用

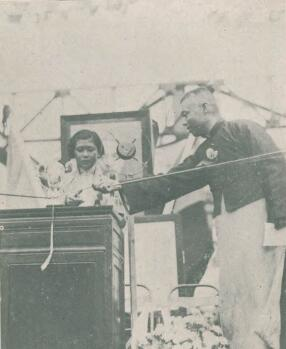
1933年10月22日，轮渡通车典礼上杨秀琼应邀剪彩

1933年10月22日上午，轮渡正式投入使用，時任国民政府主席林森亲自到场祝贺，刚刚获得第五届中華民國全国运动会游泳冠军的杨秀琼女士应邀剪彩。轮渡通航典礼上，有数位國民政府要员、各界代表、新闻记者共三千余人出席，“颇极一时之盛”。铁道部长顾孟余在开幕词表示，南京铁路轮渡“在中国尚属首次试验，虽不能与桥梁相提并论，而大江南北之旅客往来，货物流通，其便利实多矣”。
此轮渡是当时亚洲第一条铁路轮渡，曾被评选为1927—1937十年间的中国“十大工程”之一，《读卖新闻》称赞其“美轮美奂，东亚无双”。
列车从驶入轮渡所，到解编、推送上船，再到对岸再重新连接后离开，需要2个小时。此外，铁路轮渡还要求“夜间不渡，大雾不渡，涨潮不渡，台风不渡”。即便如此，轮渡的开通还是避免了乘客的奔波和货物的损坏。轮渡的开通也为北平-上海间的直通车铺平了道路，使旅客乘火车由上海到北平，经过南京铁路轮渡中途，无须再上下车。
开通时只有一艘渡轮“长江号”，船长113米，宽18米，每天只能运行8个航次，其中6趟为货车，两趟是上海至北平的特别快车。后增加了“飞虹号”、“南京号”、“浦口号”等多艘渡轮，全部为蒸汽动力。
开通后，沪宁铁路货运量飞涨。由1934年的120万吨急增至1935年的815万吨，1936年达到1015万吨。

### 抗日戰爭时期
日本军入侵南京前夕，为阻止日军利用铁道设施，长江号在上游宜昌附近的石牌自沉。日军只能以小火轮作牵引，華中鐵道成立后，轮渡改名。1943年，两艘“金陵丸”投入航运，每日摆渡12次，但仅限于日间。

### 第二次國共内战时期
1946年9月成立首都铁路轮渡段，由津浦区铁路局代管。两艘“金陵丸”更名为“南京号”和“浦口号”。1947年，由于战事、设备老化，渡轮降至每日5-6渡。1949年1月，“南京”号驶往上海大修。为阻止中華民國國军控制“南京”轮赴台，该船总船长下令打开舱底阀门，自沉黄浦江。
中國人民解放军发动渡江战役前夕，南京地下党组织事先已在首都铁路轮渡管理段建立了解放工人委员会。4月23日中午，中国人民解放军第三十五军第104师侦察员指示轮渡段工人们开着“凌平号”拖轮前往长江北岸运送解放军，之后浦口号火车渡轮一个航次运送一个团的解放军人员和装备过江，至4月24日清晨第三十五全部运送过江进入南京市区。解放军控制南京市区后，邓小平和陈毅从浦口乘坐“浦口号”轮渡前往下关，又换乘吉普车进入了南京总统府。

### 中华人民共和国时期
解放初期，首都铁路轮渡管理段改称“长江轮渡管理所”，仅有“浦口号”轮渡每日摆渡20余次。1950年“南京”号渡轮打捞后修复投入航运。1958和1959年，新造“上海号”、“北京号”、“江苏号”、“安徽号”、“金陵号”（文革期间改名为“北京号”）等内燃动力渡轮也先后投入服务。昼夜保持3班航行，日均120渡次。创下单日航行155渡次、运送3414节车辆的纪录。南北铁路干线车源的工作量有80%通过轮渡。南京编组的车流99%，浦口车流的75%来自轮渡。
1961年，轮渡所划归上海铁路局，为局辖正处级单位。
南京长江大桥在1968年10月1日开通后，由于铁路配套工程尚未完成，大桥通车后一度只承担全部客车和30%的货车，仍有70%的货车通过轮渡来往江两岸。

### 停止营运
1973年5月5日，铁路轮渡由常态化运营转为战备作用，封闭停航，轮渡栈桥战备保留，所有蒸气动力渡轮报废，柴油动力渡轮转交淮南线芜湖铁路轮渡使用。只剩下浦口码头和中山码头负责南京市民的通勤。由于歇业后的轮渡依然承担着战备功能，轮渡所依然要待命保证能在3小时之内恢复运输。轮渡所在1978和1980年还曾进行过两次军事演习，在普通船上临时铺上铁轨运火车，模拟长江大桥被损毁时的情况。1984年，南京轮渡所撤销，后又划归南京长江大桥管理处，成为上海铁路局南京桥工段的一个部门。战备功能取消后，两岸的轮渡栈桥被辟为遗址公园，并树立标牌保护，由上海局集团南京房建公寓段定期巡视维护。

## 运营
铁道部首都轮渡段负责轮渡的运营及管理，并在南北两岸设立轮渡站，办理过往客、货车辆的渡运业务，并对船、桥及段管理线路进行养护维修。轮渡站以人、车和货物吨数计费，按时向铁路局清算。
| 轮渡运输数据     | 轮渡运输数据    | 轮渡运输数据           | 轮渡运输数据           |
| ---------------- | --------------- | ---------------------- | ---------------------- |
| 年份             | 平均每日次数    | 货物                   | 乘客                   |
| 1933 （10-12月） |                 | 货车71辆 1500吨        | 333人                  |
| 1935             |                 | 货车123辆 2990吨       | 447人                  |
| 1943             | 12              |                        |                        |
| 1946             | 16              |                        |                        |
| 1947-1949        | 5-6             |                        |                        |
| 1949-1950        | 20+ 25（最高）  |                        |                        |
| 1950-1958        | 48              |                        |                        |
| 1958-1959        | 120 155（最高） | 共1000+辆 3414（最高） | 共1000+辆 3414（最高） |
| 1959-1967        | 88-109          |                        |                        |
| 1967             | 64.6            | 共1449辆               | 共1449辆               |
| 1973 （1-5月）   | 59.7            | 共1296辆               | 共1296辆               |

## 人文
轮渡的开通，为北京-上海的直达列车铺平了道路；很多家境优越的新婚年轻人都选择这个旅程作为他们的蜜月旅行。繁忙的轮渡为位于大马路的轮渡所带来了大量的人流，包括乘客、工作人员等等，也吸引来了商贩组成“商业街”；当时还有“南有夫子庙，北有大马路”的说法。在轮渡还是主要的过江通道时，轮渡所的工作人员在南京市有着非常高的地位。

### 电影故事片
1958年上海天马电影制片厂拍摄了故事片《兰兰和冬冬（页面存档备份，存于）》主要故事情节发生在南京铁路轮渡：一对读幼儿园的姐弟兰兰和冬冬被抱错到另一列火车；列车员跳下车追赶，并带着一对孩子乘港务局的小汽艇过江，在浦口站追上了他们乘坐的列车。

### 纪念公园

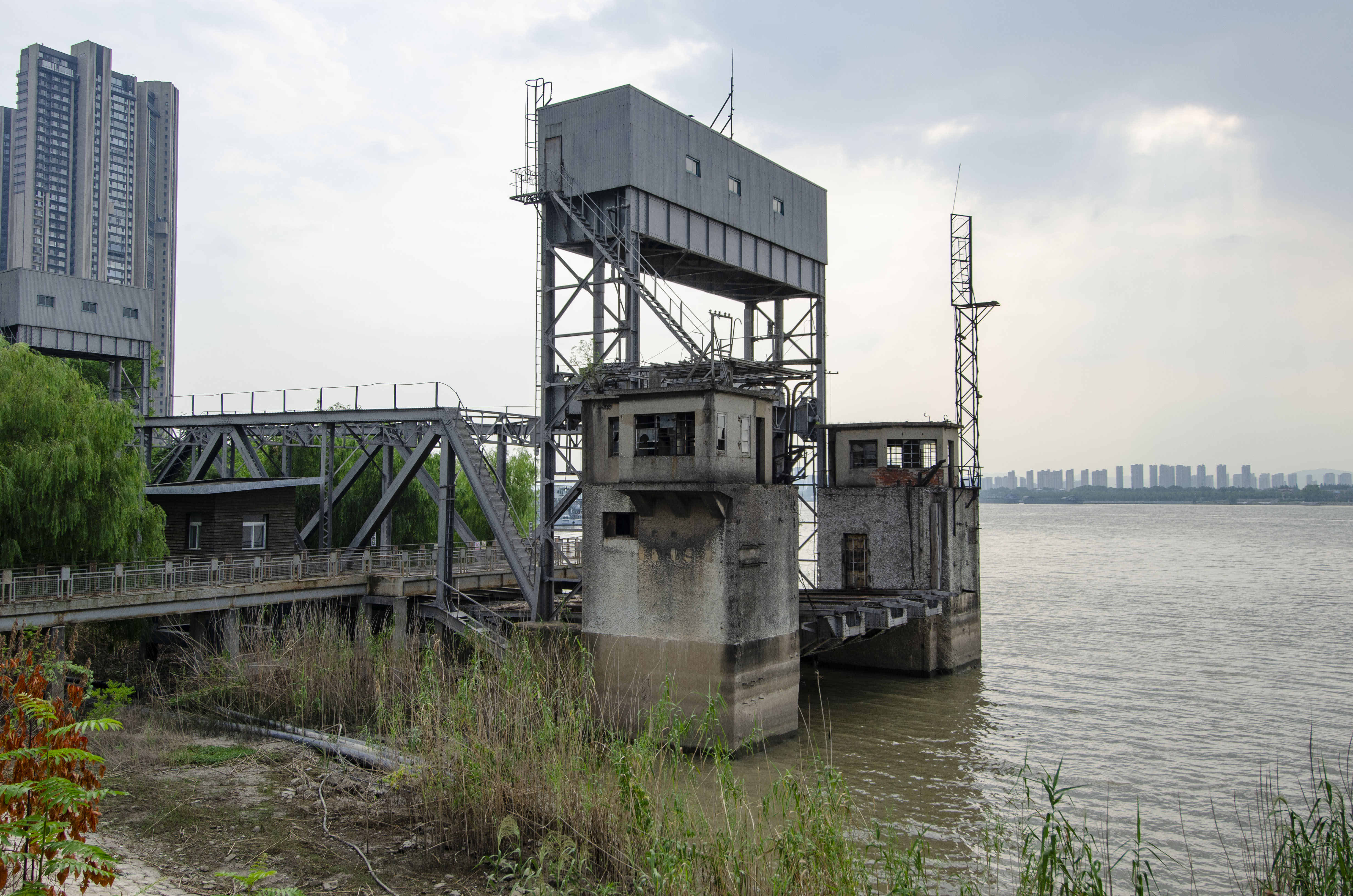
下关火车主题园中的栈桥

在2017年5月，已经荒废的原下关轮渡所被翻新改造为了“下关火车主题园”。公园内布置了一节蒸汽火车头、三节绿皮火车车厢，其中绿皮车厢未来将改造为咖啡厅供市民休憩；此外，公园还集合了具有民国特色的轨道、信号灯、站台等辅助建筑设施；公园里还配有铁路文化艺术墙，以展示南京铁路的历史沿革。复古的氛围吸引了不少南京市民前来怀旧。

## 文化遗产

### 文物保护单位
2012年3月20日，下关、浦口的两座铁路轮渡栈桥以“下关浦口铁路轮渡桥”的名义被南京市人民政府列为第四批南京市文物保护单位；2025年7月4日公布为第九批江苏省文物保护单位。
下关铁路轮渡桥的文物保护范围为：东至规划道路红线，南、北至本体外扩10米，西至规划小路及延长线；浦口铁路轮渡桥的文物保护范围为：东至长江，南、西至现状围墙，北至本体外10米。
下关铁路轮渡桥暂未公布建设控制地带，浦口铁路轮渡桥的建设控制地带为：东至长江，南至现状围墙，西至滨江路道路红线，北至保护范围外50米。

### 工业遗产
2018年1月27日，由中国科协调宣部主办，中国科协创新战略研究院、中国城市规划学会承办的“中央企业工业文化遗产名录”发布会在中国科技会堂举行。包括南京铁路轮渡在内的100个厂房、企业入选了第一批中国工业遗产保护名录。